# Logania (djur)
Logania är ett släkte av fjärilar. Logania ingår i familjen juvelvingar.

## Dottertaxa tillLogania, i alfabetisk ordning[1]
- Logania apsines
- Logania cineraria
- Logania damis
- Logania diehli
- Logania distanti
- Logania donussa
- Logania drucei
- Logania evora
- Logania faustina
- Logania glypha
- Logania hampsoni
- Logania hilaeira
- Logania javanica
- Logania luca
- Logania malayica
- Logania marmorata
- Logania masana
- Logania massalia
- Logania massana
- Logania mecki
- Logania meeki
- Logania munchya
- Logania nada
- Logania nasana
- Logania nehalemia
- Logania nileia
- Logania obscura
- Logania opsines
- Logania palawana
- Logania samosata
- Logania sora
- Logania sriwa
- Logania staudingeri
- Logania stenosa
- Logania subfasciata
- Logania subura
- Logania turdeta
- Logania watsoni
- Logania watsoniana